# Robert Halperin
Robert Sherman Halperin (Chicago, 26 de enero de 1908-Palm Springs, 8 de mayo de 1985) fue un deportista estadounidense que compitió en vela en la clase Star. Participó en los Juegos Olímpicos de Roma 1960, obteniendo una medalla de bronce en Roma 1960 en la clase Star.

## Palmarés internacional
| Juegos Olímpicos | Juegos Olímpicos | Juegos Olímpicos  | Juegos Olímpicos |
| Año              | Lugar            | Medalla           | Clase            |
| ---------------- | ---------------- | ----------------- | ---------------- |
| 1960             | Roma (Italia)    | Medalla de bronce | Star             |